# 孫運璿重慶南路寓所
孫運璿重慶南路寓所，位於臺灣臺北市中正區臺北植物園旁，為孫運璿擔任行政院院長後，於1980年入住的官邸，由和館與洋館組成，今列市定古蹟，並作為孫運璿科技·人文紀念館。

## 歷史

### 政府官舍
坐落於重慶南路二段六巷10號的官邸，包含園地面積達3317平方公尺。建築分西邊的日式舊建築與東邊獨棟的現代建築。

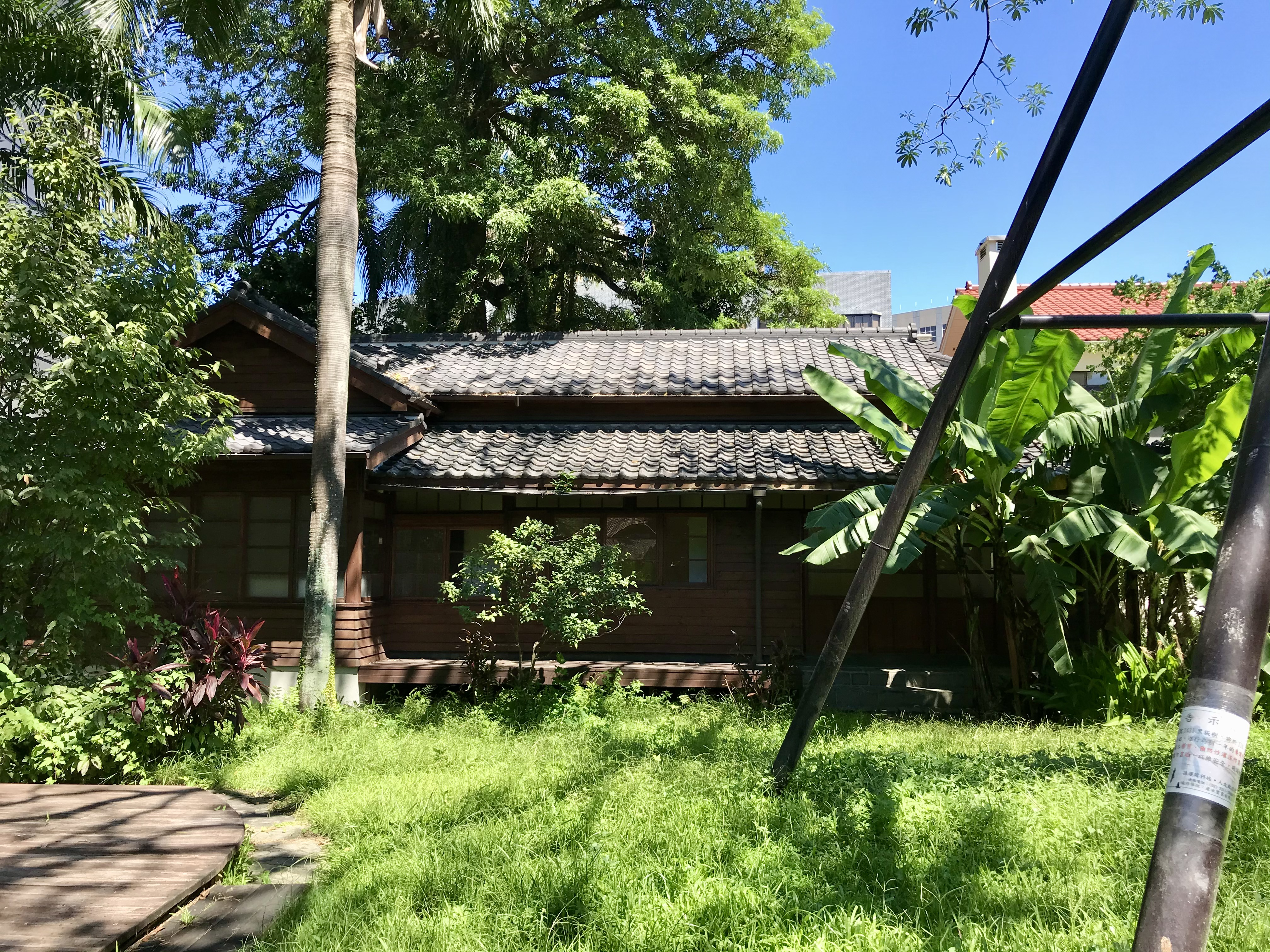
孫運璿重慶南路寓所日式建築

日式建築為1920年代日本政府在臺北植物園旁建設台灣銀行的官舍之一，自中華民國政府接收後，省府財政廳長任顯群、外交部長黃少谷、國防部長顧祝同等都陸續住過。1978年，行政院接收此官舍，加建洋式房子。
孫運璿原先在濟南路的官邸，被總統蔣經國認為過小不宜接見外賓，且臨馬路易遭外人侵入，於是孫運璿在任行政院長後自1980年就搬到此重慶南路的官舍。蔣經國還指示更新建造官邸外，更為了體貼孫運璿有心臟病，在洋宅內設置電梯。原先鄰旁的總統官邸憲兵隊擔心早上與下午集合時唱的軍歌會影響孫運璿，但被孫運璿說他有早起習慣，很喜歡聽軍歌，於是憲兵隊便繼續維持。據1984年起開始擔任孫運璿特勤護士魏瓊珠回憶，孫資政事母至孝，每天早起一定到母親遺像前行三鞠躬。孫運璿中風後，丘秀芷會來此訪問，以替他寫回憶傳記。
1988年9月14日，監察委員林純子、陳哲芳提出對臺灣銀行等六家公營行庫的房地產被占用或低價租用情形的調查報告，其中就包含孫運璿官邸租金過低問題。財政部民國八十一年會計年度編列四億三千四百五十七萬元，準備向臺灣銀行買下孫運璿居所，但1991年4月18日被立法委員翁重鈞以不能一味讓中央政府付錢給省府提反對理由。

### 列為古蹟
孫運璿於2006年2月15日病逝於台北榮總後，國有財產局原計畫在8月前收回房舍，但孫運璿妻子俞蕙萱仍尚居住於此。3月16日，文資鑑定會勘的古蹟小組委員包括李乾朗、漢寶德、馬以工、米復國、張昆振等，拜訪孫運璿位於濟南路及重慶南路的兩處故居，共識是建議都列為市定古蹟。3月17日，國產局副局長蘇維成表示，李國鼎故居與孫運璿重慶南路故居，不再作為首長宿舍。5月2日下午，台北市文化局文化資產審議會，指定孫運璿重慶南路寓所為市定古蹟。修復後，委由孫運璿學術基金會管理、經營。
整修活化後的洋館呈現孫運璿與部屬工作景況、重現公文手稿筆跡、口述影像與老照片、民眾來信複本。和館則保留孫運璿的書桌、衣著等生活起居文物。2014年10月30日以「孫運璿科技．人文紀念館」之名開幕時，總統馬英九與前副總統蕭萬長、前行政院長郝柏村、台北市長郝龍斌、孫運璿長女孫璐西等人共同出席剪綵。

## 展覽主題
孫運璿家族起居空間重新規劃為「從斷垣中出發」、「臺灣經濟起飛的故事」、「在風雨中掌舵」、「物換星移」、「浮光剪影」、「成就之道」、「決策之隅」、「摯愛不渝」、「堅毅不屈」等多個常設展項目，用以陳列孫運璿技術官僚生涯的生活軌跡。洋館二樓空間規劃為特展區，並設有休憩區和圖書室。

## 外部連結
- 孫運璿科技．人文紀念館的Facebook專頁
- 孫運璿科技．人文紀念館